# Свитения
Свитения (лат. Swietenia) — род лиственных деревьев семейства Мелиевые (Meliaceae), произрастающих во влажных и сухих тропических лесах.
Древесина этих видов носит название махагони и относится к ценным породам. Род Swietenia получил своё название по имени известного австрийского врача и просветителя Герарда ван Свитена.

## Описание

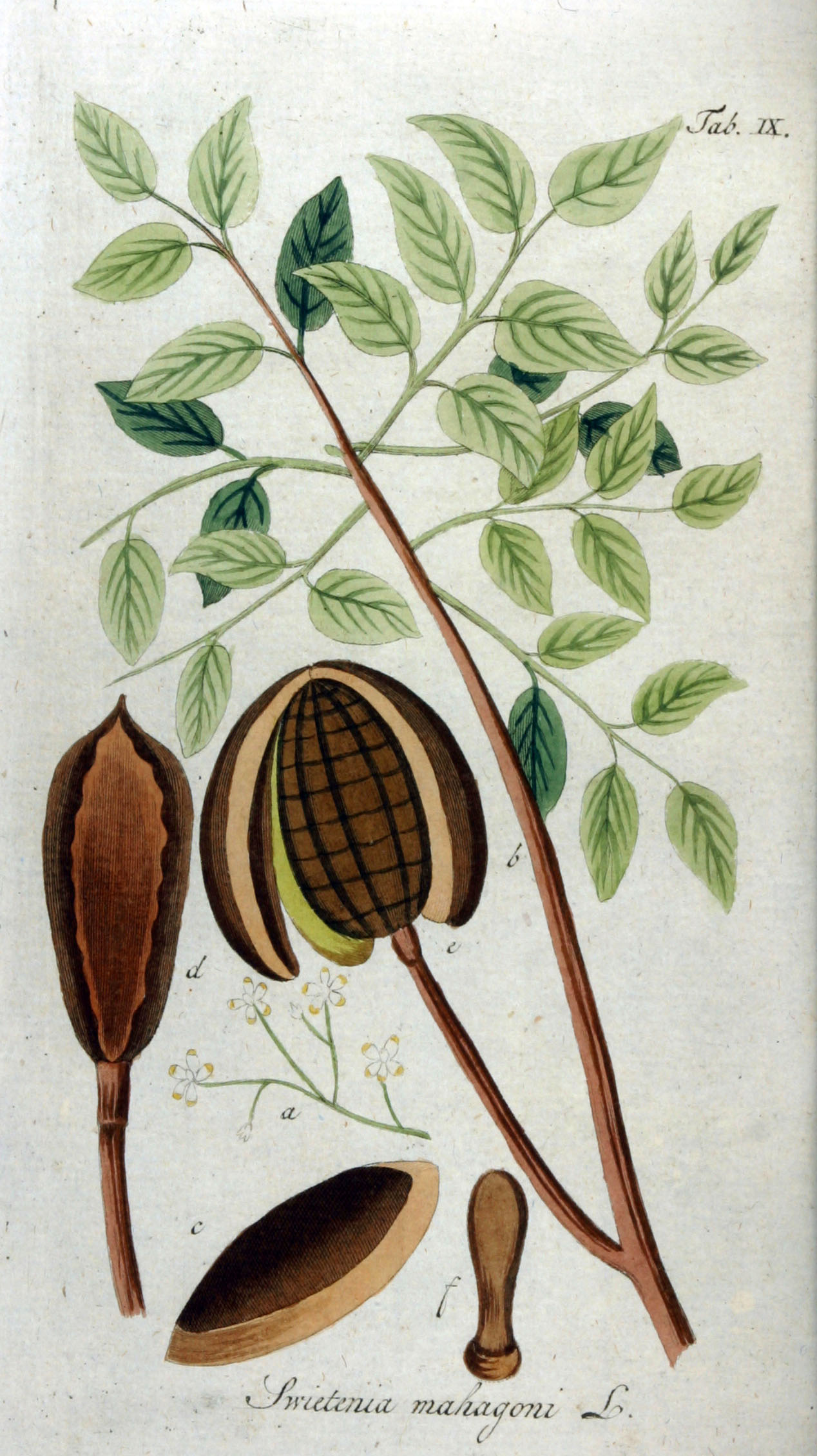
Ботаническая иллюстрация из книги Vervolg ob de Avbeeldingen der artseny-gewassen met derzelver Nederduitsche en Latynsche beschryvingen, 1813

Лиственные деревья, с многочисленными листьями на ветках. Цветки двуполые, имеют по пять лепестков. Большое количество семян, оснащённых «крылышками», содержится в небольших коробочках.

## Виды
В род Swietenia входят шесть видов.
Некоторые наиболее известные виды:
- Swietenia humilis Zucc., встречается достаточно редко. Её родиной является западное, тихоокеанское побережье Центральной Америки и Мексики.
- Swietenia macrophylla King, она же Swietenia candollei (Американское махагони) — дерево, обладающее большим хозяйственным значением. Широко распространено в Центральной и Южной Америке, от южной Флориды и до Боливии. В различных американских странах, где произрастает этот вид, он носит местные торговые наименования Мара-, Оруро-, Табаско-, Никарагуа-, Гондурас-махагони.
- Swietenia mahagoni (L.) Jacq. (Вест-Индское махагони, Свитения махагони) — типовой вид рода. Вследствие хищнических вырубок на протяжении нескольких столетий настолько сократился количественно, что к середине XIX века его примышленная разработка практически прекратилась. В природе сохранился лишь на островах Карибского моря (марки Куба-, Гаити-, Санто-Доминго- и Ямайка-махагони). В редких случаях, когда имеют место торговые сделки с древесиной именно этого вида махагони, то речь идёт о древесине деревьев, высаженных англичанами на плантациях в XIX веке на территории нынешней Гайаны, а также на Цейлоне и на Филиппинах.

## Значение
Разработка древесины растений рода Swietenia продолжается уже на протяжении более чем 450 лет. Она незаменима в деревянном зодчестве (активно использовалась при возведении Эскориала в Мадриде), в кораблестроении, изготовлении изысканных мебельных гарнитуров. В результате огромного спроса на древесину махагони его массовая вырубка привела к практическому уничтожению растений этого рода, в особенности в Карибском регионе. Подлинный Куба-махагони является лучшим по качеству (цвет, структура, удобство обработки и пр.) среди других видов дерева махагони и относится к наиболее дорогим и ценным сортам древесины современности.